# Польовий (Світлинський район)
Польови́й (рос. Полевой) — селище у складі Світлинського району Оренбурзької області, Росія.

## Населення
Населення — 66 осіб (2010; 147 у 2002).
Національний склад (станом на 2002 рік):
- росіяни — 41 %